# Блондзіково
Блондзіково (пол. Błądzikowo, нім. Blansekow) — село в Польщі, у гміні Пуцьк Пуцького повіту Поморського воєводства.
Населення — 215 осіб (2011).
У 1975-1998 роках село належало до Гданського воєводства.

## Демографія
Демографічна структура станом на 31 березня 2011 року:
|          | Загалом | Допрацездатний вік | Працездатний вік | Постпрацездатний вік |
| -------- | ------- | ------------------ | ---------------- | -------------------- |
| Чоловіки | 104     | 23                 | 73               | 8                    |
| Жінки    | 111     | 26                 | 66               | 19                   |
| Разом    | 215     | 49                 | 139              | 27                   |